# یانگمن
یانگمن (انگلیسی: Youngman) شرکت خودروسازی چینی است، که در سال ۲۰۰۱ توسط پانگ کینگنیان تأسیس شد.